# Torneo de Gstaad 2018
El J. Safra Sarasin Swiss Open Gstaad 2018 fue un torneo de tenis perteneciente al ATP Tour 2018 en la categoría ATP World Tour 250. El torneo tuvo lugar en la ciudad de Gstaad (Suiza) desde el 23 hasta el 29 de julio de 2018 sobre tierra batida.

## Distribución de puntos
| Modalidad            | Campeón | Finalista | Semifinales | Cuartos de final | 2ª ronda | 1ª ronda | Clasificados | 2ª ronda de clasificación | 1ª ronda de clasificación |
| Individual masculino | 250     | 165       | 100         | 50               | 25       | 0        | 13           | 7                         | 0                         |
| Dobles masculino     | 250     | 150       | 90          | 45               | 20       | 0        | -            | -                         | -                         |

## Cabezas de serie

### Individuales masculino
| Tenista                | Ranking | Preclasificados |
| Fabio Fognini          | 15      | 1               |
| Roberto Bautista       | 17      | 2               |
| Borna Ćorić            | 21      | 3               |
| Andréi Rubliov         | 35      | 4               |
| Robin Haase            | 38      | 5               |
| João Sousa             | 45      | 6               |
| Guillermo García López | 62      | 7               |
| Feliciano López        | 67      | 8               |

- Ranking del 16 de julio de 2018.[2]

### Dobles masculino
| Tenista                      | Ranking | Preclasificados |
| Robin Haase Matwé Middelkoop | 68      | 1               |
| Santiago González João Sousa | 114     | 2               |
| Roman Jebavý Andrés Molteni  | 119     | 3               |
| Sander Arends Antonio Šančić | 133     | 4               |

## Campeones

### Individual masculino
Matteo Berrettini venció a  Roberto Bautista por 7-6(11-9), 6-4

### Dobles masculino
Matteo Berrettini /  Daniele Bracciali vencieron a  Denys Molchanov /  Igor Zelenay por 7-6(7-2), 7-6(7-5)